# Lijst van Thomascantors
De Thomascantor  is de artistiek leider en dirigent van het Thomanerchor in Leipzig. In 1543 werden in het kader van de kerkhervorming de Thomasschool en dus ook het Thomanerchor onder het gezag van de stad Leipzig gebracht en sindsdien wordt de Thomascantor door de gemeenteraad van de stad Leipzig benoemd. In 1722 trachtte dit illustere gezelschap Georg Philipp Telemann als Thomascantor te krijgen, maar deze koos voor Hamburg. Daarom nam men teleurgesteld genoegen met Johann Sebastian Bach. Bach heeft het ambt tot zijn dood in 1750 vervuld, al was hij weleens gefrustreerd over de geringe middelen die de politici hem ter beschikking stelden. (Bach had 16 zangers, tegenwoordig zijn er 90 koorleden). Bach was als Thomascantor verantwoordelijk voor de muziek in de beide hoofdkerken van Leipzig, zowel de Thomaskerk als de Nikolaikerk.
Tegenwoordig moet de Thomascantor wekelijks een motet uitvoeren en de eredienst in de Thomaskerk muzikaal vormgeven.
Vroeger had hij veel meer taken dan alleen de muziek, Bach moest bijvoorbeeld ook lesgeven in het Latijn. Hij liet deze lessen overigens bij voorkeur tegen betaling door een collega geven. In 1973 heeft men deze taken gescheiden.
Zowel in de nazitijd (1937-1945) als in de DDR-periode (1953-1989) heeft de overheid getracht de Thomascantor en het Thomanerchor voor politieke doeleinden te misbruiken.
|  | Naam (geboortedatum; sterfdatum) | In dienst      | Opmerkingen                                                                |
|  | --- | -------------- | -------------------------------------------------------------------------- |
|  | Thidericus | rond 1295      |                                                                            |
|  | Johannes Urban (Johannes Steffani de Orba)                                                                                          | 1436-1466      |                                                                            |
|  | Thomas Ranstete (en Peter Seehausen?)                                                                                               | 1443-1444      |                                                                            |
|  | Martin Klotzsch | rond 1470      |                                                                            |
|  | Johannes Fabri de Forchheym | rond 1472      |                                                                            |
|  | Ludwig Götze | 1471-1506      |                                                                            |
|  | Gregor Weßnig | 1482-1488      |                                                                            |
|  | Heinrich Höfler | rond 1488-1490 |                                                                            |
|  | Nikolaus Zölner | rond 1498      |                                                                            |
|  | Johannes Conradi | ca 1508        |                                                                            |
|  | Johann Scharnagel | 1505-1513      |                                                                            |
|  | Georg Rhau * rond 1488 in Eisfeld † 6 augustus 1548 in Wittenberg                                                                   | 1518–1520      |                                                                            |
|  | Johannes Galliculus * rond 1490 in Dresden † rond 1550 in Leipzig                                                                   | 1520–1525      |                                                                            |
|  | Valerian Hüffeler | 1526–1530      |                                                                            |
|  | Johannes Hermann * 1515 in Zittau † 22 april 1593 in Freiberg                                                                       | 1531–1536      |                                                                            |
|  | Wolfgang Jünger * rond 1517 in Sayda † 4 maart 1564 in Großschirma                                                                  | 1536–1539      |                                                                            |
|  | Johannes Bruckner | 1539–1540      |                                                                            |
|  | Ulrich Lange † 1549 in Leipzig | 1540–1549      |                                                                            |
|  | Wolfgang Figulus * rond 1525 in Naumburg (Saale) † 1589 in Meißen                                                                   | 1549–1551      |                                                                            |
|  | Melchior Heger * in Brüx (tegenwoordig: Most)                                                                                       | 1553–1564      |                                                                            |
|  | Valentin Otto * 1529 in Markkleeberg † april 1594                                                                                   | 1564–1594      |                                                                            |
|  | Sethus Calvisius * 2 februari 1556 in Gorsleben † 24 november 1615 in Leipzig                                                       | 1594–1615      |                                                                            |
|  | Johann Hermann Schein * 20 januari 1586 in Grünhain † 19 november 1630 in Leipzig                                                   | 1615–1630      |                                                                            |
|  | Tobias Michael * 13 juni 1592 in Dresden † 26 juni 1657 in Leipzig                                                                  | 1631–1657      |                                                                            |
|  | Sebastian Knüpfer * 6 september 1633 in Asch † 10 oktober 1676 in Leipzig                                                           | 1657–1676      |                                                                            |
|  | Johann Schelle * 6 september 1648 in Geising † 10 maart 1701 in Leipzig                                                             | 1677–1701      |                                                                            |
|  | Johann Kuhnau * 6 april 1660 in Geising † 5 juni 1722 in Leipzig                                                                    | 1701–1722      |                                                                            |
|  | Johann Sebastian Bach * 21 maart 1685 in Eisenach † 28 juli 1750 in Leipzig                                                         | 1723–1750      |                                                                            |
|  | Johann Gottlob Harrer * 1703 in Görlitz; † 9 juli 1755 in Karlsbad                                                                  | 1750–1755      |                                                                            |
|  | Johann Friedrich Doles * 23 april 1715 in Steinbach-Hallenberg † 8 februari 1797 in Leipzig                                         | 1756–1789      |                                                                            |
|  | Johann Adam Hiller * 25 december 1728 in Wendisch-Ossig (tegenwoordig Osiek Łużycki in Polen) bij Görlitz † 16 juni 1804 in Leipzig | 1789–1801      | Hiller was van 1781 tot 1785 dirigent van het Gewandhausorkest in Leipzig. |
|  | August Eberhard Müller * 13 december 1767 in Northeim † 3. december 1817 in Weimar                                                  | 1801–1810      | Müller was van 1810 tot 1817 Hofkapelmeester in Weimar.                    |
|  | Johann Gottfried Schicht * 29 september 1753 in Reichenau (Saksen) † 16 februari 1823 in Leipzig                                    | 1810–1823      |                                                                            |
|  | Christian Theodor Weinlig * 25 juli 1780 in Dresden † 7 maart 1842 in Leipzig                                                       | 1823–1842      | Weinlig was van 1814 tot 1817 cantor van de Kruiskerk in Dresden.          |
|  | Moritz Hauptmann * 13 oktober 1792 in Dresden † 3 januari 1868 in Leipzig                                                           | 1842–1868      |                                                                            |
|  | Ernst Friedrich Richter * 24 oktober 1808 in Großschönau (Lausitz) † 9 april 1879 in Leipzig                                        | 1868–1879      |                                                                            |
|  | Wilhelm Rust * 15 augustus 1822 in Dessau † 2 mei 1892 in Leipzig                                                                   | 1880–1892      |                                                                            |
|  | Gustav Schreck * 8 september 1849 in Zeulenroda † 22 januari 1918 in Leipzig                                                        | 1893–1918      |                                                                            |
|  | Karl Straube * 6 januari 1873 in Berlin † 27 april 1950 in Leipzig                                                                  | 1918–1939      |                                                                            |
|  | Günther Ramin * 15 oktober 1898 in Karlsruhe † 27 februari 1956 in Leipzig                                                          | 1939–1956      |                                                                            |
|  | Kurt Thomas * 25 mei 1904 in Tönning † 31 maart 1973 in Bad Oeynhausen                                                              | 1957–1960      |                                                                            |
|  | Erhard Mauersberger * 29 december 1903 in Mauersberg bei Marienberg † 11 december 1982 in Leipzig                                   | 1961–1972      |                                                                            |
|  | Hans-Joachim Rotzsch * 25 april 1929 in Leipzig † 25 september 2013 in Leipzig                                                      | 1972–1991      |                                                                            |
|  | Georg Christoph Biller * 20 september 1955 in Nebra (Unstrut) † 27 januari 2022                                                     | 1992-2015      |                                                                            |
|  | Gotthold Schwarz * 2 mei 1952 in Zwickau                                                                                            | 2016-2021      |                                                                            |
|  | Andreas Reize * 19 mei 1975 in Solothurn                                                                                            | 2021-heden     |                                                                            |